# Алчедатское сельское поселение
Алчеда́тское сельское поселе́ние — упразднённое муниципальное образование в Чебулинском районе Кемеровской области. Административный центр — село Алчедат.

## История
Алчедатское сельское поселение образовано 17 декабря 2004 года в соответствии с Законом Кемеровской области № 104-ОЗ.

## Население
| 2010  | 2011  | 2012  | 2013  | 2014  | 2015  | 2016  |
| ----- | ----- | ----- | ----- | ----- | ----- | ----- |
| 2393  | ↘2384 | ↘2354 | ↘2313 | ↘2291 | ↘2260 | ↘2221 |
| 2017  | 2018  | 2019  |       |       |       |       |
| ↘2205 | ↘2195 | ↘2165 |       |       |       |       |

## Состав сельского поселения
| № | Населённый пункт | Тип населённого пункта       | Население |
| - | ---------------- | ---------------------------- | --------- |
| 1 | 1-й              | посёлок                      | ↗1110     |
| 2 | 2-й              | посёлок                      | ↘33       |
| 3 | 3-й              | посёлок                      | ↘62       |
| 4 | 4-й              | посёлок                      | ↘32       |
| 5 | Алчедат          | село, административный центр | ↘606      |
| 6 | Дмитриевка       | деревня                      | ↗550      |

## Организации
В посёлке 1-м расположена колония-поселение № 2 УФСИН России по Кемеровской области